# Garbiñe Muguruza
Garbiñe Muguruza Blanco, född 8 oktober 1993 i Caracas, Venezuela, är en spansk högerhänt professionell tennisspelare. Hon har hittills (2017) vunnit två singeltitlar i Grand Slam-turneringar – 2016 i Franska öppna mästerskapen och året därpå i Wimbledonmästerskapen.

## Grand Slam-finaler (3)
| Resultat | År   | Mästerskapet          | Surface | Motståndare     | Setsiffror |
| -------- | ---- | --------------------- | ------- | --------------- | ---------- |
| Förlust  | 2015 | Wimbledonmästerskapen | Gräs    | Serena Williams | 4–6, 4–6   |
| Vinst    | 2016 | Franska öppna         | Grus    | Serena Williams | 7–5, 6–4   |
| Vinst    | 2017 | Wimbledonmästerskapen | Gräs    | Venus Williams  | 7–5, 6–0   |